# Кошмари та сновидіння
«Кошмари та сновидіння» (англ. Nightmares and Dreamscapes) — збірник коротких оповідань американського письменника Стівена Кінга, опублікований 1993 року.

## Оповідання
| № п/п | Назва                       | Назва в оригіналі                  | Вперше опубліковано                                               | Перекладач українською |
| ----- | --------------------------- | ---------------------------------- | ----------------------------------------------------------------- | ---------------------- |
| 1     | Кадиллак Долана             | Dolan's Cadillac                   | в газеті Castle Rock, лютий-червень 1985                          |                        |
| 2     | Кінець світу                | The End of the Whole Mess          | у журналі Omni, жовтень 1986                                      |                        |
| 3     | Не переношу маленьких дітей | Suffer the Little Children         | у журналі Cavalier, лютий 1972                                    |                        |
| 4     | Нічний літун                | The Night Flier                    | Первісне зло (1988)                                               |                        |
| 5     | Дідо                        | Popsy                              | Маски ll (1987)                                                   |                        |
| 6     | Це росте на вас             | It Grows on You                    | у журналі Marshroots, осінь 1973                                  |                        |
| 7     | Кусаючі зуби                | Chattery Teeth                     | у журналі Cemetery Dance, осінь 1992                              |                        |
| 8     | Посвята                     | Dedication                         | Нічний погляд 5 (1992)                                            |                        |
| 9     | Палець                      | The Moving Finger                  | у журналі The Magazine of Fantasy & Science Fiction, грудень 1990 |                        |
| 10    | Кросівки                    | Sneakers                           | Нічний погляд 5 (1992)                                            |                        |
| 11    | Знаєте, вони класно грають  | You Know They Got a Hell of a Band | Шок Рок (1992)                                                    |                        |
| 12    | Пологи вдома                | Home Delivery                      | Книга смерті (1989)                                               |                        |
| 13    | Сезон дощу                  | Rainy Season                       | у випуску Midnight Graffiti, весна 1989                           |                        |
| 14    | Мій гарненький поні         | My Pretty Pony                     | Мій гарненький поні (1989), видання з обмеженим тиражем           |                        |
| 15    | Вибачте, номер вірний       | Sorry, Right Number                | раніше не публікувався                                            |                        |
| 16    | Люди десятої години         | The Ten O'Clock People             | раніше не публікувався                                            |                        |
| 17    | Крауч-Енд                   | Crouch End                         | Нові розповіді Ктулху (1980)                                      |                        |
| 18    | Дім на Мейпл-стріт          | The House on Maple Stree           | раніше не публікувався                                            |                        |
| 19    | П'ята чверть                | The Fifth Quarter                  | у журналі Cavalier, квітень 1972                                  |                        |
| 20    | Справа лікаря               | The Doctor's Case                  | Нові пригоди Шерлока Холмса (1987)                                |                        |
| 21    | Остання справа Амні         | Umney's Last Case                  | раніше не публікувався                                            |                        |
| 22    | Безголовий                  | Head Down                          | у журналі The New Yorker, 16 квітня 1990                          |                        |
| 23    | Серпневий Бруклін           | Brooklyn August                    | у журналі Io, № 10, 1971                                          |                        |
| 24    | Жебрак і Алмаз              | The Beggar and the Diamond         | раніше не публікувався                                            |                        |

## Адаптації
За сюжетом оповідань «Нічний літун» і «Кадиллак Долана» знято однойменні фільми. Частина сюжету телевізійного фільму «Quicksilver Highway» було запозичено з оповідання «Кусаючі зуби».. 22 листопада 1987 вийшла серія телесеріалу «Tales from the Darkside» з сюжетом оповідання «Пробачте, помилилися номером». «Палець» було адаптоване в одному з епізодів телешоу «Monsters». «Пологи вдома» та «Сезон дощів» як короткометражні фільми.

### Серіал
Влітку 2006 року, телеканал TNT випустив восьми серійний проєкт, за основу взяті оповідання Стівена Кінга. П'ять серій взято зі збірки «Кошмари та сновидіння», два з «Все можливо» та одне з «Нічна зміна».